# AP Librae
AP Librae est un objet Bl Lac ou un blazar. Un objet Bl Lac signifie un type de blazar hyper-énergétique variable qui possède deux jets de matières et de très grandes raies d'émission ainsi qu'un signal polarisé,. Son spectre d'émission se situe généralement entre 300 GeV et 0.1 téra électron-volts (TeV). AP Lib se situe dans la constellation de la Balance (Librae) à environ 700 millions d'années-lumière, de la Terre.

## Histoire observationnelle
Cet objet a été identifié pour la première fois comme une étoile variable irrégulière par Martha D. Ashbrook en 1942, qui a noté que la luminosité changeait de manière irrégulière entre la magnitude apparente 15,0 à 16,0. Il a été constaté que la source variait de manière chaotique sur des échelles de temps de jours et même d'heures, comme un quasar OVV. Howard E. Bond et François Biraud ont noté en 1971 la coïncidence de cet objet avec la position de la source radio PKS 1514-24. En 1965, John G. Bolton et ses associés ont identifié cette dernière comme une galaxie elliptique de seizième magnitude, même si de récentes mesures optent pour une galaxie lenticulaire en transition. Glenn M. Frye et ses associés ont suggéré en 1971 qu'il pourrait s'agir d'une source de rayons gamma. La similitude de cet objet avec BL Lacertae a été notée, ce qui l'a conduit à être désigné comme un objet BL Lac.

## Variabilité
La luminosité de AP Librae varie dans tous les spectres électromagnétiques avec des périodes courtes et irrégulières, la luminosité peut augmenter en quelques heures voire jours dans des intervalles irréguliers. Les variations de sa luminosité sont souvent nommées "éclatement", en raison de l'augmentation très violente et rapide de sa luminosité. En rayon gamma, il peut arriver que son émission atteigne des niveaux d'énergie de l'ordre du TeV, l'éclatement le plus violent a vu la luminosité gamma de AP Lib aller jusqu'à 20 TeV voire plus, même si les éclatements s'arrêtent généralement à 300 GeV. Sa variabilité X est très similaire à celle observée en rayon gamma, même si par conséquent, moins énergétique. Sa variabilité optique est souvent caractérisée par une oscillation de sa magnitude apparente de 16 à 17 en 3 heures ou 1 jour, mais il peut arriver que sa magnitude varie avec une amplitude de 0.6 ± 0.1 en une heure. Sa magnitude ultraviolette varie de 14.32 à 15.12 dans une période de quelques heures.

## Jets astrophysiques

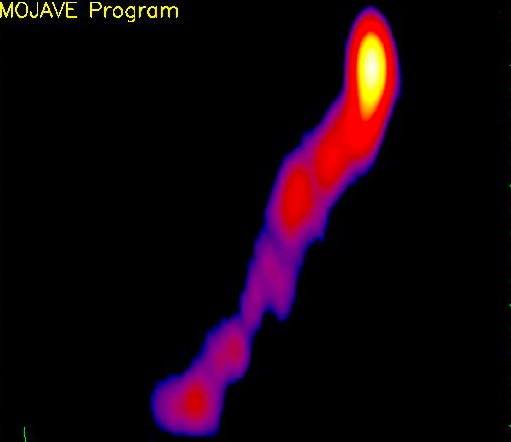
Image des jets astrophysiques de AP Librae, cette image a été prise par le Very Long Baseline Array lors de son étude de mai 2010

Le jet de AP Librae est une source quasi-ponctuelle de rayon gamma, X et ondes radio, s'étendant sur ~100 Kpc soit ~326 100 a.l., étant donc l'un des jets les plus longs jamais observés. Le jet de AP Lib est légèrement magnétisé.

## Structure galactique
Ces jets émanent donc d'un quasar, le quasar qui se situe au centre de l'objet AP Librae possède un disque d’accrétion d'environ quelques kpc. Ap Librae est l'un des rares blazars à pic basse fréquence à détecter aux rayons gamma du TeV et le seul avec un jet de rayons X identifié. Les observations combinées de Fermi-LAT aux hautes énergies et celles du H.E.S.S. aux très hautes énergies ont révélé une propriété spectrale frappante d'Ap Librae ; la présence d'une large composante à haute énergie qui s'étend sur plus de neuf ordres de grandeur en énergie et est donc difficile à expliquer. La distribution d'énergie spectrale d'Ap Librae où l'émission de très haute énergie est supposée provenir d'une région compacte à l'échelle inférieure au parsec du jet. Il a aussi été observé que la galaxie hôte de AP Librae est en excès ultraviolet avec une magnitude ultraviolette absolue de -22.6, ce qui est trop par rapport à ce qui est attendu dans les galaxies elliptiques, en raison de l'âge de leurs étoiles et de la faible présence de poussière interstellaire.  

## Morphologie
La galaxie hôte de AP Lib est une galaxie elliptique / lenticulaire de type morphologique N/E, sa taille angulaire (0.323' x 0.278') corrélé avec sa distance montre qu'elle mesure ~71 800 pc soit ~234 100 a.l. de diamètre, soit 2.34 fois plus que la Voie lactée. 

## Rayonnement synchrotron
AP Librae émet une composante de rayonnement synchrotron à sa distribution d'énergie spectrale. La composante maximale de ce rayonnement se situe dans la bande infrarouge, ce qui en fait un BL Lac à crête basse fréquence. C'est l'une des rares crêtes basse fréquence connues à émettre des rayons gamma. La largeur de la composante haute énergie de sa distribution d'énergie spectrale est considérée comme extrêmement large pour les objets de cette classe, allant d'environ 0,1 keV jusqu'au niveau des énergies allant au TeV. En 1998–99, une émission radio étendue a été détectée à partir d'un jet unilatéral qui commence dans une direction sud-est à partir de la source avant de se pencher vers le nord-est. Ce jet non thermique s'étend à 15 arc-seconde de l'AP Lib (équivalent à ~ 46 000 a.l., avec la distance) et, en 2013, il a été découvert qu'il émettait des rayons X. Le jet peut être la source de l'émission de rayons gamma dans la gamme du TeV.

## Disque circumstellaire
La large composante spectrale à haute énergie dans les blazars est généralement attribuée à divers processus de diffusion Compton inverse dans le jet relativiste, mais n'a pas été clairement identifiée dans la plupart des cas en raison de dégénérescences dans les modèles physiques. AP Librae produit de faibles pics synchrotron, comme celui détecté en 2015 par H.E.S.S. à très hautes énergies supérieurs à 0,5 TeV. Les modèles standard d'auto-Compton synchrotron ne parviennent généralement pas à reproduire l'émission de très haute énergie, ce qui a conduit à la suggestion qu'elle pourrait provenir non pas du noyau actif et du blazar. Avec l'imagerie du télescope spatial Hubble nouvellement obtenue et l'imagerie du Atacama Large Millimeter/submillimeter Array en haute résolution révèle une signature de disque de poussière résiduelle après soustraction du noyau, avec un spectre clairement thermique et une étendue sur ~ 500 pc, ce qui correspond à un disque de poussière chauffé par le jet et le blazar de AP Librae.

## Trou noir supermassif
Le disque d'accrétion du trou noir de AP Librae est l'auteur de fortes raies d'émissions d'atomes doublement voir triplement ionisés, tels que O III, O II, Ca II et Ha, indiquant la présence d'oxygène, de calcium et d'hydrogène ionisé dans le disque d'accrétion et son voisinage proche. Les vitesses radiales des gaz du disque d’accrétion suggèrent que le trou noir qui siège au centre de AP Lib aurait une masse de 1 milliard de masses solaires. Une telle masse fait que ce trou noir pourrait contenir les trois quarts de notre système solaire. Son rayon de Schwarzschild est de 19.7 unités astronomiques soit un  diamètre de 39.4 unités astronomiques,,. Une étude basée sur sa luminosité bolométrique suggère que le trou noir aurait une masse de 250 millions de M☉. Une autre étude basée sur la luminosité intrinsèque du disque d'accrétion opte vers un trou noir d'une masse de 108.4 ± 0.06 millions de M☉.